# المركز الطبي لجامعة لايدن
المركز الطبي لجامعة لايدن (بالهولندية: Leids Universitair Medisch Centrum، أو اختصاراً: LUMC) هو مستشفى جامعي على ارتباط بجامعة لايدن والتي تزوده بالطاقم الطبي. يقع المركز في لايدن بهولندا. يسعى المركز لإنجاز أهداف تعليمية وبحثية وتوفير العناية بالمرضى. تتراوح الأبحاث القائمة في المركز من البحث الأساسي البحت إلى البحث التطبيقي السريري.

## العناية بالمرضى
لدى المستشفى أقسام سريرية لجميع الاختصاصات الطبية، ويشغل ثالث مركز إحالة للجزء الشمالي من مقاطعة جنوب هولندا. وتشمل الوحدات الخاصة:
- طب العيون
- جراحة عصبية
- جراحة القلب والأوعية الدموية
- جراحة حديثي الولادة وجراحة الأطفال والعناية المركزة
- أورام الأطفال
- جراحة العظام
- جراحة الصفراء
- طب الروماتزم
- مركز الصدمة المستوى الأول

## الأبحاث
يهدف المركز الطبي لجامعة لايدن للتعرف على أسباب المرض وتحسين التشخيص والوقاية وتطوير علاجات فعالة. يعمل مختلف المتخصصين معاً ضمن المركز حول مواضيع بحثية مختلفة. إن الجمع بين الخبرات العابرة للحدود قد يحل مشاكل طبية حيوية ويعطي أجوبة غير معروفة عند العمل بطريقة فردية. وتشمل مواضيع البحث على:
- الطب الوعائي (الأوعية الدموية) والطب التجديدي
- المناعة والالتهاب والتسامح (التحمل)
- العلوم العصبية الانتقالية
- نشوء السرطان والعلاج
- الشيخوخة
- الابتكار في إستراتيجية الصحة وجودة العناية
- التصوير الطبي الحيوي

## التعليم
يقدم المركز مجموعة واسعة من الناحية التعليمية ويستضيف كلية الطب من جامعة لايدن. ويُنظر إلى التعليم على أنه مسؤولية مشتركة ما بين الطلاب والأساتذة ويحتل السلوك العلمي الحاسم والفضول مكانة عالية. كما يعتبر الاستمتاع بالدراسات والحياة الطلابية من الأمور المهمة. يقدم المركز الدورات الجامعية التالية:
- بكالوريوس ودرجة الماجستير في الطب
- بكالوريوس ودرجة الماجستير في العلوم الطبية الحيوية
- بكالوريوس في التقنية السريرية (برنامج مشترك مع جهات أخرى)
- ماجستير في الحيوية والشيخوخة
- ماجستير في الصيدلة
- الاختيارية وخيارات تبادلية للطلاب الدوليين

كما يقدم المركز تعليماً مستمراً وتدريباً خاصاً للأطباء والعلماء وغيرهم من المتخصصين في مجال الرعاية الصحية.

## وصلات خارجية
- الموقع الرسمي